# Ermengarda di Tours
Ermengarda di Tours, in lingua tedesca Irmingard von Tours (... – Erstein, 20 marzo 851), è stata come moglie dell'imperatore Lotario I, regina consorte d'Italia dall'822 all'850, poi imperatrice consorte dei Romani e regina consorte della Francia Media e di Provenza, dall'840 alla morte.

## Origine
Figlia primogenita del conte di Tours, Ugo, membro della famiglia degli Eticonidi, che vantavano la loro discendenza dai re merovingi e della moglie Ava o Bava, come risulta dal testamento di Gerardo di Rossiglione, conte di Vienne. La sorella secondogenita di Ermengarda era Adelaide, che prima, come moglie di Corrado il Vecchio, fu contessa di Parigi, e poi, come seconda moglie di Roberto il Forte, marchesa di Neustria.

## Biografia
A metà ottobre 821, a Diedenhofen, fu data in moglie all'imperatore carolingio Lotario I (795-855), che secondo la Vita Hludowici Imperatoris, era il figlio primogenito dell'imperatore Ludovico il Pio e di Ermengarda (780-818), figlia del conte di Hesbaye, Ingramm (o Ingerman o Enguerrand, nipote di Rotrude, moglie di Carlo Martello) e di Edvige di Baviera.
Nell'849, due anni prima della sua morte, fece una donazione all'abbazia di Erstein, Alsazia.
Secondo il cronista Reginone, Ermengarda di Tours morì nell'851.. Anche gli Annales Xantenses e gli Annales Formoselenses riportano la notizia.
Ermengarda fu tumulata nell'abbazia di Erstein, vicino a Strasburgo, in Alsazia.

## Figli
Ermengarda a Lotario diede otto figli:
- Ludovico II[8] (ca. 825– 12 agosto 875), re d'Italia e co-imperatore, poi imperatore;
- Elletrud (Hiltrud) (ca. 826 – dopo l'867), sposò il conte Berengario († 867/6), come si può leggere in una lettera, dell'867, di papa Nicola I indirizzata a Carlo il Calvo[12];
- Ermengarda (Irmgard) (826/30-dopo l'847[13]), andata sposa, dopo essere stata rapita[14] da Giselberto[15] (ca. 825 - dopo l'877), conte di Maasgau, nella bassa Mosa. Fu la madre di Reginare;
- Berta (ca. 830 – dopo l'852 forse l'877), prima dell'847 badessa di Avenay[16], a cui fu dedicato un componimento di Sedulio Scoto[17]. Da un altro componimento si deduce che Berta era sposata[18]; a questo matrimonio accennano anche gli Annales Fuldenses[19]. Forse Berta fu badessa di Faremoutiers, dall'852 alla morte[20];
- Gisela (ca. 830–860), dall'851 all'860 badessa di San Salvatore in Brescia, come risulta da un documento del fratello, Ludovico, che ne ricorda la presenza in monastero e la morte[21];
- Lotario II[8] (835– 8 agosto 869), re di Lorena, sposò nell'855 Teutberga, figlia del conte Bosone il Vecchio;
- Rotrude (Pavia, 835/40), andata sposa verso l '850/1, il conte di Nantes, Lamberto II († 852), come risulta da una lettera del figlio, Witberto, dell'870 circa[22];
- Carlo di Provenza[8] (845 – 25 gennaio 863), re di Provenza.

## Ascendenza
|                         |   |                     | Genitori |  |  | Nonni |  |  | Bisnonni              |  |  | Trisnonni             |  |
|                         |   |                     |          |  |  |       |  |  | Liutfrido I d'Alsazia |  |  | Adalberto I d'Alsazia |  |
|                         |   |                     |          |  |  |       |  |  | Liutfrido I d'Alsazia |  |  | Adalberto I d'Alsazia |  |
|                         |   | Gerlinde di Pfalzel |          |  |  |       |  |  | Liutfrido I d'Alsazia |  |  |                       |  |
| Liutfrido II di Sundgau |   |                     |          |  |  |       |  |  | Liutfrido I d'Alsazia |  |  |                       |  |
|                         |   | Iltrude             | …        |  |  |       |  |  |                       |  |  |                       |  |
|                         |   | Iltrude             | …        |  |  |       |  |  |                       |  |  |                       |  |
|                         |   | Iltrude             | …        |  |  |       |  |  |                       |  |  |                       |  |
| Ugo di Tours            |   | Iltrude             |          |  |  |       |  |  |                       |  |  |                       |  |
|                         |   | …                   | …        |  |  |       |  |  |                       |  |  |                       |  |
|                         |   | …                   | …        |  |  |       |  |  |                       |  |  |                       |  |
|                         |   | …                   | …        |  |  |       |  |  |                       |  |  |                       |  |
| Iltrude di Wormsgau     |   | …                   |          |  |  |       |  |  |                       |  |  |                       |  |
|                         |   | …                   | …        |  |  |       |  |  |                       |  |  |                       |  |
|                         |   | …                   | …        |  |  |       |  |  |                       |  |  |                       |  |
|                         |   | …                   | …        |  |  |       |  |  |                       |  |  |                       |  |
| Ermengarda di Tours     |   | …                   |          |  |  |       |  |  |                       |  |  |                       |  |
|                         | … | …                   |          |  |  |       |  |  |                       |  |  |                       |  |
|                         | … | …                   |          |  |  |       |  |  |                       |  |  |                       |  |
|                         | … | …                   |          |  |  |       |  |  |                       |  |  |                       |  |
| …                       | … |                     |          |  |  |       |  |  |                       |  |  |                       |  |
|                         |   | …                   | …        |  |  |       |  |  |                       |  |  |                       |  |
|                         |   | …                   | …        |  |  |       |  |  |                       |  |  |                       |  |
|                         |   | …                   | …        |  |  |       |  |  |                       |  |  |                       |  |
| Ava/Bava                |   | …                   |          |  |  |       |  |  |                       |  |  |                       |  |
|                         |   | …                   | …        |  |  |       |  |  |                       |  |  |                       |  |
|                         |   | …                   | …        |  |  |       |  |  |                       |  |  |                       |  |
|                         |   | …                   | …        |  |  |       |  |  |                       |  |  |                       |  |
| …                       |   | …                   |          |  |  |       |  |  |                       |  |  |                       |  |
|                         |   | …                   | …        |  |  |       |  |  |                       |  |  |                       |  |
|                         |   | …                   | …        |  |  |       |  |  |                       |  |  |                       |  |
|                         |   | …                   | …        |  |  |       |  |  |                       |  |  |                       |  |
|                         |   | …                   |          |  |  |       |  |  |                       |  |  |                       |  |

### Fonti primarie
- (LA)  Rerum Gallicarum et Francicarum Scriptores, tomus XII.
- (LA)  Monumenta Germaniae Historica, Scriptores, tomus XXIII.
- (LA)  Monumenta Germanica historica, Scriptores, tomus II.
- (LA)  Monumenta Germaniae Historica, tomus primus.
- (LA)  Monumenta Germaniae Historica, tomus XIII.
- (LA)  Rerum Gallicarum et Francicarum Scriptores, tomus VII.
- (LA)  Monumenta Germaniae Historica, Poetarum Latinorum Medii Aevi, Poetae Latini Aevi Carolini, tomus III.
- (LA)  Monumenta Germaniae Historica, Diplomata Karolinorum, tomus IV, Ludovici II Diplomata.
- (LA)  Histoire de l'abbaye royale et de la ville de Tournus (Dijon).

### Letteratura storiografica
- René Poupardin, Ludovico il Pio, cap. XVIII, vol. II (L'espansione islamica e la nascita dell'Europa feudale) della Storia del Mondo Medievale, pp. 558–582.
- René Poupardin, I regni carolingi (840-918), in Storia del mondo medievale, vol. II, 1979, pp. 583–635.